# UCI America Tour 2022
Navigation
Édition précédente Édition suivante
L'UCI America Tour 2022 est la 18e édition de l'UCI America Tour, l'un des cinq circuits continentaux de cyclisme de l'Union cycliste internationale. Il se déroule du 31 octobre 2021 au 16 octobre 2022 en Amérique.

## Équipes
Les équipes qui peuvent participer aux différentes courses dépendent de la catégorie de l'épreuve. Par exemple, les UCI WorldTeams ne peuvent participer qu'aux courses .1 et leur nombre par épreuves est limité.
| Catégorie | Catégorie               | Équipes                                                                                 |
| --------- | ----------------------- | --------------------------------------------------------------------------------------- |
| .1        | 1.1 (Course d'un jour)  | * UCI WorldTeam (max 50 %) * UCI ProTeam * Équipe continentale * Sélection nationale    |
| .1        | 2.1 (Course par étapes) | * UCI WorldTeam (max 50 %) * UCI ProTeam * Équipe continentale * Sélection nationale    |
| .2        | 1.2 (Course d'un jour)  | * UCI ProTeam * Équipe continentale * Sélection nationale * Équipe régionale et de club |
| .2        | 2.2 (Course par étapes) | * UCI ProTeam * Équipe continentale * Sélection nationale * Équipe régionale et de club |

## Calendrier des épreuves

### Octobre 2021
| Date | Course            | Pays      | Classe | Vainqueur   | Équipe                              |
| ---- | ----------------- | --------- | ------ | ----------- | ----------------------------------- |
| 31-7 | Tour du Venezuela | Venezuela | 2.2    | Jorge Abreu | Fina Arroz-Venezuela País de Futuro |

### Décembre 2021
| Date | Course                                                 | Pays     | Classe | Vainqueur     | Équipe             |
| ---- | ------------------------------------------------------ | -------- | ------ | ------------- | ------------------ |
| 1    | Contre-la-montre des Jeux panaméricains de la jeunesse | Colombie | 1.2    | Víctor Ocampo | Colombie espoirs   |
| 3    | Course en ligne des Jeux panaméricains de la jeunesse  | Colombie | 1.2    | Gabriel Rojas | Costa Rica espoirs |
| 8-15 | Tour de l'Équateur                                     | Équateur | 2.2    | Steven Haro   | Team Pichincha     |

### Janvier
| Date  | Course          | Pays      | Classe | Vainqueur     | Équipe            |
| ----- | --------------- | --------- | ------ | ------------- | ----------------- |
| 16-23 | Tour du Táchira | Venezuela | 2.2    | Roniel Campos | Deportivo Táchira |

### Février
| Date | Course                       | Pays      | Classe | Vainqueur      | Équipe                                           |
| ---- | ---------------------------- | --------- | ------ | -------------- | ------------------------------------------------ |
| 9-13 | Vuelta del Porvenir San Luis | Argentine | 2.2    | Nicolás Tivani | Agrupación Virgen de Fátima-San Juan Biker Motos |

### Avril
| Date | Course                         | Pays       | Classe | Vainqueur      | Équipe                                           |
| ---- | ------------------------------ | ---------- | ------ | -------------- | ------------------------------------------------ |
| 7-10 | Vuelta a Formosa Internacional | Argentine  | 2.2    | Nicolás Tivani | Agrupación Virgen de Fátima-San Juan Biker Motos |
| 8-17 | Tour de l'Uruguay              | Uruguay    | 2.2    | Agustín Alonso | Club Ciclista Ciudad del Plata                   |
| 27-1 | Tour of the Gila               | États-Unis | 2.2    | Sean Gardner   | CS Velo Racing                                   |

### Mai
| Date  | Course                | Pays       | Classe | Vainqueur       | Équipe              |
| ----- | --------------------- | ---------- | ------ | --------------- | ------------------- |
| 19-22 | Joe Martin Stage Race | États-Unis | 2.2    | Jonathan Clarke | Wildlife Generation |

### Juin
| Date | Course           | Pays     | Classe | Vainqueur    | Équipe       |
| ---- | ---------------- | -------- | ------ | ------------ | ------------ |
| 3-12 | Tour de Colombie | Colombie | 2.2    | Fabio Duarte | Medellín-EPM |

### Juillet
| Date  | Course            | Pays      | Classe | Vainqueur  | Équipe   |
| ----- | ----------------- | --------- | ------ | ---------- | -------- |
| 24-31 | Tour du Venezuela | Venezuela | 2.2    | Luis Gómez | Carabobo |

### Septembre
| Date  | Course         | Pays   | Classe | Vainqueur | Équipe |
| ----- | -------------- | ------ | ------ | --------- | ------ |
| 14-17 | Tour de Beauce | Canada | 2.2    | annulé    | annulé |

### Octobre
| Date | Course                                              | Pays       | Classe | Vainqueur          | Équipe     |
| ---- | --------------------------------------------------- | ---------- | ------ | ------------------ | ---------- |
| 3    | Contre-la-montre des Jeux sud-américains            | Paraguay   | 1.2    | Walter Vargas      | Colombie   |
| 5    | Course en ligne des Jeux sud-américains             | Paraguay   | 1.2    | Orluis Aular       | Venezuela  |
| 14   | Contre-la-montre du championnat d'Amérique centrale | Costa Rica | 1.2    | Franklin Archibold | Panama     |
| 16   | Course en ligne du championnat d'Amérique centrale  | Costa Rica | 1.2    | Gabriel Rojas      | Costa Rica |

## Classements
- Note: classements définitifs au 18 octobre[2],[3]

### Classement individuel
Il est composé de tous les coureurs du continent qui ont marqué des points au classement mondial UCI 2022. Ils peuvent appartenir à la fois à des équipes amateurs, à des équipes professionnelles, y compris les UCI WorldTeams.
| #  | Coureur            | Équipe                          | Pts.  |
| -- | ------------------ | ------------------------------- | ----- |
| 1  | Sergio Higuita     | Bora-Hansgrohe                  | 1992  |
| 2  | Daniel Martínez    | Ineos Grenadiers                | 1920  |
| 3  | Richard Carapaz    | Ineos Grenadiers                | 1706  |
| 4  | Neilson Powless    | EF Education-EasyPost           | 1079  |
| 5  | Miguel Ángel López | Astana Qazaqstan                | 883   |
| 6  | Brandon McNulty    | UAE Team Emirates               | 880.5 |
| 7  | Nairo Quintana     | Arkéa-Samsic                    | 880   |
| 8  | Rigoberto Urán     | EF Education-EasyPost           | 691   |
| 9  | Magnus Sheffield*  | Ineos Grenadiers                | 688   |
| 10 | Michael Woods      | Israel-Premier Tech             | 662   |
| 11 | Esteban Chaves     | EF Education-EasyPost           | 656   |
| 12 | Ivan Sosa          | Movistar                        | 572   |
| 13 | Jhonatan Narváez   | Ineos Grenadiers                | 563   |
| 14 | Santiago Buitrago  | Bahrain Victorious              | 482   |
| 15 | Fernando Gaviria   | UAE Team Emirates               | 466   |
| 16 | Hugo Houle         | Israel-Premier Tech             | 458   |
| 17 | Orluis Aular       | Caja Rural-Seguros RGA          | 437   |
| 18 | Emiliano Contreras | Chimbas Te Quiero               | 300   |
| 19 | Eduardo Sepúlveda  | Drone Hopper-Androni Giocattoli | 285   |
| 20 | Einer Rubio        | Movistar                        | 284   |

* : Coureur de moins de 23 ans

### Classement par équipes
Il est calculé avec la somme des points obtenus par les dix meilleurs coureurs de chaque équipe (hors WorldTeams) au classement individuel. Le classement inclut uniquement les équipes qui sont enregistrées sur le continent.
| #  | Équipe                                | Pts.  |
| -- | ------------------------------------- | ----- |
| 1  | Human Powered Health                  | 876   |
| 2  | Panamá es Cultura y Valores           | 650   |
| 3  | Movistar-Best PC                      | 441   |
| 4  | Medellín-EPM                          | 437   |
| 5  | Hagens Berman Axeon                   | 436.5 |
| 6  | Banco Guayaquil Ecuador               | 399   |
| 7  | Chimbas Te Quiero                     | 395   |
| 8  | Wildlife Generation Pro Cycling       | 372   |
| 9  | Colombia Tierra De Atletas-GW Shimano | 347   |
| 10 | Java Kiwi Atlántico                   | 290   |

| #  | Pays       | Pts. |
| -- | ---------- | ---- |
| 1  | Colombie   | 8076 |
| 2  | États-Unis | 3578 |
| 3  | Équateur   | 3153 |
| 4  | Canada     | 2297 |
| 5  | Argentine  | 1112 |
| 6  | Venezuela  | 949  |
| 7  | Panama     | 668  |
| 8  | Uruguay    | 471  |
| 9  | Brésil     | 460  |
| 10 | Chili      | 350  |

| #  | Pays       | Pts. |
| -- | ---------- | ---- |
| 1  | États-Unis | 1262 |
| 2  | Colombie   | 577  |
| 3  | Équateur   | 332  |
| 4  | Panama     | 282  |
| 5  | Argentine  | 253  |
| 6  | Bolivie    | 240  |
| 7  | Porto Rico | 201  |
| 8  | Canada     | 189  |
| 9  | Venezuela  | 178  |
| 10 | Chili      | 158  |